# ドン・ムーマウ
ドン・ムーマウ（Donn Moomaw、1931年10月15日 - 2025年2月10日）は、元アメリカンフットボール選手で、長老派教会の教役者である。
カリフォルニア州サンタアナで出生し、サンタ・アナ高等学校に通った。
UCLAのチームでは、センターとラインバッカーを務めた。1950年、1952年にはそれぞれオールアメリカンに選ばれた。
1953年のNFLドラフト1巡全体9位でロサンゼルス・ラムズに指名されたが日曜に試合出場をしたくない彼はNFLではプレーをせず、日曜には試合のないCFLのトロント・アルゴノーツと契約、1953年に7試合に出場した。1955年には同じCFLのオタワ・ラフライダーズで2試合に出場した。
UCLA時代の背番号80番は永久欠番となっている。1973年、カレッジフットボール殿堂入りを果たした。1984年にUCLAのスポーツ殿堂入りを果たした。
後に長老派教会の教役者となったムーマウは、ロサンゼルスのベル・エア長老派教会の牧師を1964年から1993年まで務めた。 この間、カリフォルニア州知事ロナルド・レーガン、及び妻ナンシーと交友した。1981年、レーガンの大統領就任式に際して祝祷を行った。
1993年、5人の女性と「性的接触」をしたとして、辞職を余儀なくされた。
2025年2月10日、カリフォルニア州パサデナで死去。93歳没。